# Ommatius dilatipennis
Ommatius dilatipennis là một loài ruồi trong họ Asilidae. Ommatius dilatipennis được Wulp miêu tả năm 1872.